# None More Black
None More Black est un groupe américain de punk rock, originaire du New Jersey.

## Histoire
Le groupe est formé par le chanteur et guitariste Jason Shevchuk après la disparition de son groupe précédent, Kid Dynamite (de Philadelphie). Shevchuk quitte Kid Dynamite pour pouvoir terminer ses études de cinéma et « pour régler certaines choses. » Pendant ses études, Shevchuk avait écrit quelques chansons et les jouait avec son colocataire Dan Gross, qui avait une boîte à rythmes. En 2000, ils avaient un deuxième guitariste et un vrai batteur. Ce line-up s'effondre rapidement, mais en 2001, Shevchuk et Gross avaient recruté le frère de Shevchuk, Jeff Shevchuk, ainsi qu'un nouveau batteur. Après avoir enregistré un vinyle pour Sub Division Records, ce line-up s'effondre également, ne laissant cette fois que les Shevchuk. En 2002 (après quelques changements supplémentaires dans la formation), une formation solide est établie, avec Paul de Kill Your Idols à la basse.
Leur nom provient d'une réplique du faux documentaire This Is Spinal Tap. Plusieurs titres de chansons du groupe font référence à des blagues de l'émission de télévision Seinfeld.
Une démo est enregistrée, abandonnée, et le groupe sort son premier album studio, File Under Black, chez Fat Wreck Chords. Un deuxième, This is Satire, est publié toujours chez Fat Wreck,. En janvier 2007, le groupe annonce une pause et quelques concerts de temps en temps. Le 19 mai 2008, le groupe a annoncé sur sa page Myspace qu'il jouerait un concert de retrouvailles gratuit au Deep Sleep à Philadelphie, en Pennsylvanie, le 4 juillet 2008. Jason Shevchuk travaillait sur un projet appelé LaGrecia, qui s'est séparé depuis. Le groupe Ram and Ox de Colin McGinniss et Paul Delaney a également décidé de se séparer. Jared Shavelson jouera de la batterie dans le groupe de punk hardcore Paint It Black. Paul Delaney sera également à la tête du groupe de black metal/thrash Black Anvil.
Le 7 juillet 2008, le groupe annonce officiellement sur son blog Myspace sa reformation et l'enregistrement d'un nouvel album. Cet album, intitulé Icons, sort le 26 octobre 2010 chez Fat Wreck Chords,,.

## Discographie

### Albums studio
- 2003 : File Under Black (Fat Wreck Chords)
- 2006 : This is Satire (Fat Wreck Chords)
- 2010 : Icons (Fat Wreck Chords)

### EP
- 2002 : Seven Inch (Spaceboy)
- 2004 : Loud about Loathing (Sabot Production)

### Démos
- 2002 : None More Black

### Compilations
- 2004 : In Honor: A Compilation To Beat Cancer (Vagrant Records, 2004) – avec They Got Milkshakes
- 2004 : Rock Against Bush Vol. 1 (Fat Wreck Chords, 2004) – avec Nothing to Do When You're Locked In A Vacancy
- 2011 : Fat Music Vol. 7, Harder, Fatter + Louder (Fat Wreck Chords, 2011) – avec Sinatra After Dark